# Familia (zespół muzyczny)
Familia – polski zespół wokalny, powstały w 1977 roku z inicjatywy Antoniego Kopffa, byłego kierownika muzycznego Partity.

## Historia
Pierwszy skład grupy tworzyli: Barbara Pysz, Teresa Domańska, Marcel Psiuk-Trojan (później zastąpił A. Kopffa w roli kierownika muzycznego), Marek Domański i Mirosław Przybylski. Familia powstała na bazie myślenickiej grupy Falstart, która w 1976 roku wystąpiła na Festiwalu Piosenki Radzieckiej w Zielonej Górze. W 1977 roku zespół pod nazwą Familia wziął udział w najważniejszych festiwalach piosenkarskich w kraju, tj.: XV KFPP Opole '77 i Festiwalu Interwizji Sopot '77. Familia często występowała, jako grupa towarzysząca w chórku piosenkarkom i piosenkarzom. W 1977 roku zespół wziął także udział w imprezie towarzyszącej Jarmarkowi Dominikańskiemu – pod nazwą „Żywy Żurnal”, gdzie towarzyszył innym wykonawcom, m.in. Romualdowi Czystawowi oraz samodzielnie wykonywał dwie piosenki: Zapowiada się dzień i Jeszcze wczoraj. W 1978 roku grupa wystąpiła na Festiwalu Złoty Orfeusz w Słonecznym Brzegu. Wówczas w skład zespołu wchodzili: Barbara Pysz, Hanna Służyn, M. Trojan, Ryszard Mamas i Jerzy Różycki. Familia wystąpiła w kilku programach muzycznych Telewizji Polskiej, nagrywała również dla Polskiego Radia. Najbardziej spektakularnym sukcesem zespołu było zajęcie I miejsca w zorganizowanym przez Studio Gama – V Radiowym Konkursie na Piosenkę dla Młodzieży (1978), gdzie zwyciężył utwór pt. Jak być sobą (muz. Antoni Kopff - sł. Bogdan Olewicz). Piosenka znalazła się na singlu wydanym przez Tonpress (S-90A) i dzielonym razem z grupą Andrzej i Eliza. W 1979 roku Familia przygotowała nowy program estradowy pod patronatem Bałtyckiej Agencji Artystycznej BART, nagrała program telewizyjny z Ireną Jarocką, zaś na przełomie lat 1979 i 1980 zmieniła swój skład, ponieważ z zespołu odeszli: M. Trojan, B. Pysz i J. Różycki, wkrótce zakładając trio Gang Marcela, które swą karierę rozpoczęło od współpracy z Krzysztofem Krawczykiem i Marylą Rodowicz. Familia zaś, w zmienionym składzie i z nowym kierownikiem muzycznym, którym został Roman Hudaszek, działała przez kolejne lata, występując m.in. na Festiwalu Piosenki Żołnierskiej Kołobrzeg '80 i nawiązując współpracę z piosenkarką Renatą Danel. W 1983 roku zespół wystąpił na XX KFPP w Opolu, towarzysząc Andrzejowi Rybińskiemu w wykonaniu nagrodzonej na tej imprezie piosenki pt. Nie liczę godzin i lat. Wokalista skorzystał z pomocy Familii (w składzie: Teresa Winkler, Jolanta Rybińska, Roman Hudaszek), również w marcu 1986 roku w PR Opole, podczas nagrywania pierwszego solowego albumu pt. Andrzej Rybiński (sesja nagraniowa trwała w dn. 1-12.03.1986).

## Dyskografia[1][2]

### Wydawnictwa solowe (single)
- Nie chcę ciebie zatrzymywać (PD R-0670-II Tonpress, 1978)
- Nie chcę ciebie zatrzymać / Dzień do namysłu

- Kłopoty z panem Andersenem (PD R-0856-II Tonpress)
- Kłopoty z panem Andersenem / Ballada o dziewczynie

- Mam takie dni dla ciebie (PD R-1050 Tonpress-KAW, 1980)
- Mam takie dni od ciebie

- Różni wykonawcy – V Radiowy Konkurs na Piosenkę dla Młodzieży (SP S-90 Tonpress, 1978)
- Jak być sobą

- Różni wykonawcy – Coca Cola to jest to (PD R/a-154 Tonpress, 1979)
- Flirt

### Inne nagrania[1][2]
- Opole 77 – Debiuty (LP SX 1492 Muza, 1977)
- Chwila (wyk. Ryszard Wagner i Familia)

- Opole 77' (MC NK-425 Wifon, 1977)
- Hop szklankę piwa (Marek Grechuta i Familia)

- Irena Jarocka – Być narzeczoną twą (LP Pronit SX 1680 / CD Polskie Nagrania „Muza” – PNCD 696, reedycja 2001)[5]
- Na radosne gody / Wszystko dam / Był ktoś / Przeoczone, zwinione / Jaki zapamiętam świat? / Niewiadomo, który dzień / Być narzeczoną twą / Nocne telefony / Przebudź się / Byłeś słońcem moich dni

- Piotr Figiel Ensamble – Gdzieś, kiedyś... (LP SX 1785 Pronit, 1979)
- Refleksja / Gdzieś, kiedyś / Agent 008 / Być narzeczoną twą / Na złamanie karku // Dzień dobry panie Wonder / Powrócisz tu / Czas nocy / Niewiernej dziewczynie / Nokaut / Wszystko dam (wyk. Piotr Figiel Ensemble, Krzysztof Cugowski, Familia i Novi Singers)

- Krzysztof Cugowski i Piotr Figiel Ensamble (SP SS-767 Muza)
- Na złamanie karku (wyk. Piotr Figiel Ensemble, Krzysztof Cugowski, Familia i Novi Singers)

- Krzysztof Cugowski i Piotr Figiel Ensamble (SP SS-768 Muza)
- Czas nocy / Refleksja (wyk. Piotr Figiel Ensemble; Krzysztof Cugowski - śpiew; Familia i Novi Singers)

- Premiery – Kołobrzeg '80 (LP SX 1916 Muza, 1980)
- Polskie wzlatują orły (wyk. Ryszard Arning i Familia) / Kołobrzeska sanitariuszka (wyk. Maryla Lerch i Familia) / Polskie wiosny i jesienie (wyk. Leonard Mróz i Familia) / Dynastia (wyk. Bogdan Czyżewski i Familia) / Żołnierz i kukułka (wyk. Roman Gerczak i Familia) // Marsz plutonu (wyk. Adam Wojdak i Familia) / Mundury zielone jak liście (wyk. Katarzyna Sobczyk i Familia) / Z naszego poboru (wyk. Wiktor Zatwarski i Familia) / Pokłoń się ziemi (wyk. Renata Danel i Familia) / Wojsko, wojsko (wyk. Andrzej Szajewski i Familia)

- Andrzej Rybiński (LP PLP 0026 Pronit / MC KM048 PZN ZWiN, 1986)
- Nie liczę godzin i lat / Znajdę cię / Życie na miarę / Gołębie serce / Jestem nietutejszy / Za każdą cenę / Pocieszanka / Mogłaś Małgoś / Bez słów na wiatr / Życie z klocków lego / Pytania do księżyca / Wolny Paweł / To nie byłem ja

- Marek Grechuta – Szalona lokomotywa (CD Pomaton EMI – 7243 5 27743 2 6, 2000 / Pomaton EMI – 7243 5 27743 4 0, 2000)[6][7]
- Hop - szklankę piwa (nagrania koncertowe z XV KFPP w Opolu – koncert laureatów "Mikrofon i ekran" - 25 czerwca 1977)

- Polish Funk – Collectors Special (CD PNCD 898 PN Muza, 2007)
- Agent 008 / Agent 008 (wyk. Piotr Figiel Ensemble; Krzysztof Cugowski - śpiew; Familia i Novi Singers)

- Skaldowie – Nagrania koncertowe z lat 1966–1990[8]
- Dopóki jesteś (nagranie koncertowe z XV KFPP w Opolu – koncert Z piosenką bliżej, 23 czerwca 1977)

- Polish Funk vol. 4 (CD PNCD 1222 PN Muza, 2009)
- Czas nocy (wyk. Piotr Figiel Ensemble; Krzysztof Cugowski - śpiew; Familia i Novi Singers)